# جنگل‌های کوهستانی آمریکای مرکزی
جنگل‌های کوهستانی آمریکای مرکزی (به اسپانیایی: Bosques montanos de América Central) یک منطقهٔ مسکونی و جنگل در مکزیک است.